# Uropterygiinae
Sous-famille
Les Uropterygiinae sont une sous-famille des murènes ou Muraenidae.

## Liste des genres
Selon ITIS (20 janvier 2019) et World Register of Marine Species (20 janvier 2019) :
- genre Anarchias Jordan & Starks in Jordan & Seale, 1906
- genre Channomuraena Richardson, 1848
- genre Cirrimaxilla Chen & Shao, 1995
- genre Scuticaria Jordan & Snyder, 1901
- genre Uropterygius Rüppell, 1838